# La Majada, Mexiko
La Majada är en ort i Mexiko.   Den ligger i kommunen Nochistlán de Mejía och delstaten Zacatecas, i den centrala delen av landet, 400 km nordväst om huvudstaden Mexico City. La Majada ligger 2 232 meter över havet och antalet invånare är 141.
Terrängen runt La Majada är huvudsakligen kuperad, men åt sydost är den platt. Runt La Majada är det ganska glesbefolkat, med 25 invånare per kvadratkilometer. Närmaste större samhälle är La Estancia, 13,4 km söder om La Majada. I omgivningarna runt La Majada växer huvudsakligen savannskog.